# کریس اسپارلینگ
کریس اسپارلینگ (انگلیسی: Chris Sparling؛ زادهٔ ۲۱ مارس ۱۹۷۷) فیلم‌نامه‌نویس، کارگردان فیلم و بازیگر اهل ایالات متحده آمریکا است.
از فیلم‌ها یا مجموعه‌های تلویزیونی که وی در آن‌ها نقش داشته است می‌توان به مدفون اشاره نمود.
او در سال ۲۰۱۰ میلادی برندهٔ جایزه گویای «بهترین فیلم‌نامهٔ غیراقتباسی» شد.